# Kernkraftwerk Montalto di Castro
Das nie in Betrieb gegangene Kernkraftwerk Montalto di Castro (italienisch Centrale nucleare Montalto di Castro) in Italien war nahe der Stadt Montalto di Castro in Bau und sollte das zum Betrieb notwendige Kühlwasser aus dem angrenzenden Tyrrhenischen Meer beziehen. Der Bau des Kernkraftwerks wurde nach einem Referendum und den beschlossenem Atomausstieg nach der Katastrophe von Tschernobyl eingestellt, heute steht an seiner Stelle ein GuD-Kraftwerk und eine Photovoltaikanlage.

## Geschichte
Das Kernkraftwerk Montalto di Castro sollte zwei Reaktoren mit einer Leistung von 1.009 MW bekommen. Geplant wurde es ab 1974. Begonnen wurde der Bau im Juli 1982 im Auftrag des Energiekonzerns Enel. Es sollten zwei Siedewasserreaktoren gebaut werden. Gründe für den Bau waren unter anderem, dass man etwas unabhängiger von Öl und Kohle aus dem Ausland werden wollte. Letztendlich machte die US-Firma Westinghouse das Angebot für zwei Siedewasserreaktoren mit einer neuen Technologie vom Typ General Electric BWR 4, Mark 3.
Im Jahre 1986 bekräftigte die Regierung den Bau der beiden Siedewasserreaktoren und sechs weiterer Druckwasserreaktoren vom Typ PUN. Da aber kurz danach die Auswirkungen der Katastrophe von Tschernobyl brisant waren, wurden im November 1987 drei Referenden durchgeführt. Das Ergebnis läutete das Ende der Kernenergie in Italien ein und die im Bau befindlichen Kernkraftwerke wurden verworfen, also auch der Bau der Reaktoren in Montalto di Castro. Der Bau in Montalto di Castro zählte neben den Bau in Piermonte Trino zu den am weitesten fortgeschrittenen Kernkraftwerksbauten in Italien. Im Juni 1988 hatte sich die Regierung dafür ausgesprochen, dass Italien aus der Kernenergienutzung aussteigt. Heute steht am Standort das Kraftwerk Alessandro Volta, das mit Heizöl oder Erdgas befeuert wird. Es besitzt eine Leistung von 3.600 MW und ist somit das leistungsstärkste Wärmekraftwerk Italiens.

## Daten der Reaktorblöcke
Das Kernkraftwerk sollte zwei Blöcke bekommen:
| Reaktorblock         | Reaktortyp         | Netto- leistung | Brutto- leistung | Baubeginn  | Projekteinstellung |
| -------------------- | ------------------ | --------------- | ---------------- | ---------- | ------------------ |
| Montalto di Castro-1 | Siedewasserreaktor | 982 MW          | 1.009 MW         | 01.07.1982 | 01.01.1988         |
| Montalto di Castro-2 | Siedewasserreaktor | 982 MW          | 1.009 MW         | 01.07.1982 | 01.01.1988         |